# Мартынова, Ольга Борисовна
О́льга Бори́совна Марты́нова (род. 26 февраля 1962[…], Дудинка, Красноярский край) — русская поэтесса.

## Биография
Выросла в Ленинграде. Окончила Ленинградский Педагогический институт им. Герцена (русский язык и литература). Занималась в переводческом семинаре Э. Л. Линецкой, переводила с английского (Р. Киплинг и др.). Участник литературной группы и одноимённого альманаха «Камера хранения». Для поэзии Мартыновой наиболее значима линия обэриутов — раннего Заболоцкого, Введенского (поэма «Введенский», 2004). 
С 1991 г. живёт во Франкфурте-на-Майне. Три книги стихов в переводе на немецкий язык. Пишет прозу и эссе по-немецки. В 2003 вышел сборник избранных эссе о литературе «Wer schenkt was wem» (Rimbaud Verlag, Aachen), в 2010 — роман «Sogar Papageien überleben uns» (Literaturverlag Droschl, Graz).
Ольга Мартынова — член немецкого ПЕН-клуба.
Муж — поэт, прозаик, литературный критик Олег Юрьев. Сын — Даниил Юрьев (нем. Daniel Jurjew; род. 1988), переводчик русской литературы на немецкий язык (опубликовал, в частности, книгу переводов прозы Всеволода Петрова, 2019).

## Книги стихов
- Поступь январских садов. — М.: Прометей, 1989 (в составе конволютного издания «Камера хранения»)
- Сумасшедший кузнечик. — СПб.: Камера хранения, 1993
- Четыре времени ночи. — СПб.: Камера хранения, 1998
- Французская библиотека. — М.: Новое литературное обозрение, 2007
- О Введенском. О Чвирике и Чвирке. Исследования в стихах / Серия «Русский Гулливер». — М.: Центр современной литературы, 2010, «длинный список» Русской премии-2009.

## Книги на немецком языке
- Brief an die Zypressen, изд-во «Rimbaud», Аахен, 2001 (стихи, перевод с русского Эльке Эрб и Ольги Мартыновой), ISBN 978-3-89086-736-6.
- Wer schenkt was wem, изд-во «Rimbaud», Аахен, 2003 (эссе и книжные рецензии), ISBN 978-3-89086-686-4.
- In der Zugluft Europas, изд-во «Das Wunderhorn», Гейдельберг, 2009 (стихи, перевод с русского Эльке Эрб и Ольги Мартыновой, Грегора Лашена, Эрнеста Вихнера, Сабины Кюхлер и др.), ISBN 978-3-88423-327-6.
- Sogar Papageien überleben uns (роман), изд-во «Droschl», Грац, 2010, ISBN 978-3-85420-765-8 — «длинный список» немецкой Книжной премии (Deutscher Buchpreis) 2010, «короткий список» литературной премии «аспекты» (aspekte-Literaturpreis) 2010, малая премия имени Адельберта фон Шамиссо за 2011 г.
- Zwischen den Tischen: Olga Martynova und Oleg Jurjew im essayistischen Dialog (эссе), изд-во «Bernstein», Бонн 2011, ISBN 978-3-939431-73-2.
- Von Tschwirik und Tschwirka (стихи), изд-во «Droschl», Грац 2012, ISBN 978-3-854208.
- Mörikes Schlüsselbein (роман), изд-во «Droschl», Грац 2013, ISBN 978-3-85420-841-9.
- Der Engelherd (роман), изд-во «S. Fischer», Франкфурт-на-Майне 2016 ISBN 978-3-10-002432-9.
- Über die Dummheit der Stunde (эссе), изд-во «S. Fischer», Франкфурт-на-Майне 2018 ISBN 978-3-10-002433-6.

## Двуязычные издания
- Rom liegt irgendwo in Russland (совместно с Еленой Шварц), изд-во «per procura», Лана (Южный Тироль, Италия) — Вена (Австрия), 2006 (стихи, перевод с русского Эльке Эрб и Ольги Мартыновой), ISBN 978-3-901118-57-9.

## Радиопьесы
- Petersburger Zwillinge / «Петербургские близнецы» (о Леониде Аронзоне и Иосифе Бродском, совместно с Олегом Юрьевым, на нем. яз.). Гессенское радио, 2011.
- Versuch über die kasachische Steppe. Lieder aus Stalins Lagern / «Опыт о казахской степи. Песни из сталинских лагерей», совместно с Олегом Юрьевым, на нем. яз. Гессенское радио, 2014.

## Литературная критика и эссеистика
Книжные рецензии, литературно-критические статьи и эссе О. Б. Мартыновой пишутся и публикуются преимущественно по-немецки. Она постоянный автор ведущих немецкоязычных газет («DIE ZEIT» (Гамбург), «Neue Zürcher Zeitung» (Цюрих), «Frankfurter Rundschau» (Франкфурт-на-Майне) и др.) и опубликовала около двух сотен статей в периодике Германии, Швейцарии и Австрии, а также книгу избранных статей и рецензий («Wer schenkt was wem», Aachen 2003).
В русскоязычной литературной публицистике Ольга Мартынова появилась в 2009 г. — скорее случайно и при несколько скандальных обстоятельствах: её опубликованную в «Neue Zürcher Zeitung» статью о реабилитации эстетических представлений соцреализма у наиболее преуспевающей части «молодой» русской прозы перевел — без спроса, неуклюже и с ошибками — некий новостной ресурс, занимающийся мониторингом зарубежной прессы. Эта публикация вызвала в литературной публике такое волнение, что сетевой журнал по вопросам культуры «OpenSpace.ru» попросил автора сделать аутентичный перевод, вызвавший в свою очередь следующую волну интереса. Обсуждение статьи «Загробная победа соцреализма» постепенно вышло за пределы блогов и форумов и продолжилось в сетевых и «бумажных» изданиях, особенно того направления, о котором в этой, вполне можно сказать, ставшей знаменитой статье как раз и идет речь. Диапазон реакций — от благодарности и согласия у одних до крайней агрессивности, выходящей иногда за пределы всякого приличия, у других.
Некоторые литературные эссе Ольги Мартыновой на русском языке можно прочесть в сетевом эссеистическом журнале «Некоторое количество разговоров» при сайте «Новая камера хранения».

## Признание
Стихи переведены (с русского) на немецкий, английский, итальянский, албанский и французский языки. Статьи и эссе (с немецкого) — на русский, английский, испанский, итальянский, польский, словацкий, болгарский и датский. Проза (с немецкого) на английский и испанский.
- 2000 — Премия Губерта Бурды для поэтов из Восточной и Южной Европы
- 2010 — «Длинный список» Немецкой книжной премии (Deutscher Buchpreis) — роман «Sogar Papageien überleben uns» (изд-во Literaturverlag Droschl, Graz 2010)
- 2010 — «Короткий список» премии «Аспекты» немецкого телевизопнного канала ZDF — роман «Sogar Papageien überleben uns» (изд-во Literaturverlag Droschl, Graz 2010)
- 2010 — Стихотворение Ольги Мартыновой «Смерть поэта» получило премию «Новой Камеры хранения» за стихотворение года «БАБОЧКА АРОНЗОНА — 2010»
- 2011 — Малая премия имени Адельберта фон Шамиссо за роман «Sogar Papageien überleben uns»
- 2011 — Рабочая стипендия Фонда Боша (учредителя премии Шамиссо) на следующий роман
- 2011 — Премия Росвиты. (Из обоснования жюри: «Мы награждаем пишущую на двух языках космополитку, чьи музыкальность, остроумие и впечатляющая образованность обогащают наш литературный ландшафт. Стихи (немецкие переводы Эльке Эрб) она пишет по-прежнему по-русски, прозу — по-немецки. Её роман „Нас переживут даже попугаи“ (назван по цитате из Йозефа Рота) принадлежит к лучшему, что за последнее время появилось в немецкоязычной литературе. Ольга Мартынова, которая к тому же является воплощением интеллектуальности в самом лучшем, традиционном смысле слова, позволяет нам ещё раз увидеть, что, собственно, значит утверждение, что родина литературы там, где мыслящие, свободные люди получают возможность дышать. Это честь для нас, что Ольга Мартынова живёт в Германии».)
- 2011 — Авторская стипендия города Франкфурт-на-Майне
- 2012 — Премия имени Ингеборг Бахман (одна из значительнейших премий немецкоязычной литературы)
- 2013—2014 Стипендия с пребыванием на Вилле Конкордиа (Бамберг)
- 2015 — Литературная премия города Берлин